# Cancer Cell International
Cancer Cell International is een internationaal, aan collegiale toetsing onderworpen open access wetenschappelijk tijdschrift op het gebied van de oncologie. De naam wordt in literatuurverwijzingen meestal afgekort tot Canc. Cell Int. Het is opgericht in 2001 en wordt uitgegeven door BioMed Central namens de International Federation for Cell Biology.
Cancer Cell International is een elektronisch tijdschrift; het verschijnt niet in druk. Artikelen in het tijdschrift worden geciteerd met een artikelnummer in plaats van paginanaummers.